# Kanton Verdun-Ouest
Der Kanton Verdun-Ouest war von 1973 bis 2015 ein französischer Kanton im Arrondissement Verdun, im Département Meuse und in der Region Lothringen; sein Hauptort war Verdun.

## Gemeinden
Der Kanton bestand aus einer Gemeinde und einem Teil der Stadt Verdun (ca. 11.000 Einwohner; angegeben ist nachfolgend die Gesamteinwohnerzahl) und einer weiteren Gemeinde:
| Gemeinde        | Einwohner Jahr | Fläche km² | Bevölkerungsdichte | Code INSEE | Postleitzahl |
| --------------- | -------------- | ---------- | ------------------ | ---------- | ------------ |
| Sivry-la-Perche | 264 (2013)     | 12,17      | 22 Einw./km²       | 55489      | 55100        |
| Verdun          | 17.923 (2013)  | 31,03      | 578 Einw./km²      | 55545      | 55100        |

## Bevölkerungsentwicklung
| 1990   | 1999   | 2006   | 2012   |
| ------ | ------ | ------ | ------ |
| 11.703 | 11.204 | 11.505 | 11.061 |

Die Einwohnerzahlen der vorherigen Stichtage sind im Insee nicht aufgeführt. Unter der Kantonziffer 5530 befindet sich die Statistik von Sivry-la-Perche.